# QSO J0635-7516
QSO J0635-7516とは、クエーサーの1つである。
QSO J0635-7516はセイファート1に分類される活動の激しい天体で、典型的な宇宙ジェットが伸びている。その長さは200万光年と、銀河系の直径の20倍もの長さを持つ。オーストラリアコンパクト電波干渉計による観測では、このジェットが真珠のネックレスのように複数の塊が数珠繋ぎになって見える。これはノット (Knot) と呼ばれる構造で、互いの塊は16万光年から36万光年離れている。これは、ジェットの噴出が断続的に続いているか、ジェット内部の衝撃波がこのような塊を生み出しているのではないかと推定されている。